# Liubîmivka, Mașivka
Liubîmivka (în ucraineană Любимівка) este un sat în comuna Mîhailivka din raionul Mașivka, regiunea Poltava, Ucraina.

## Demografie
Componența lingvistică a localității Liubîmivka
     Ucraineană (95,56%)
     Rusă (2,02%)
     Belarusă (1,21%)
     Alte limbi (0,81%)
Conform recensământului din 2001, majoritatea populației localității Liubîmivka era vorbitoare de ucraineană (95,56%), existând în minoritate și vorbitori de rusă (2,02%) și belarusă (1,21%).